# Viviendas obreras de Gijón

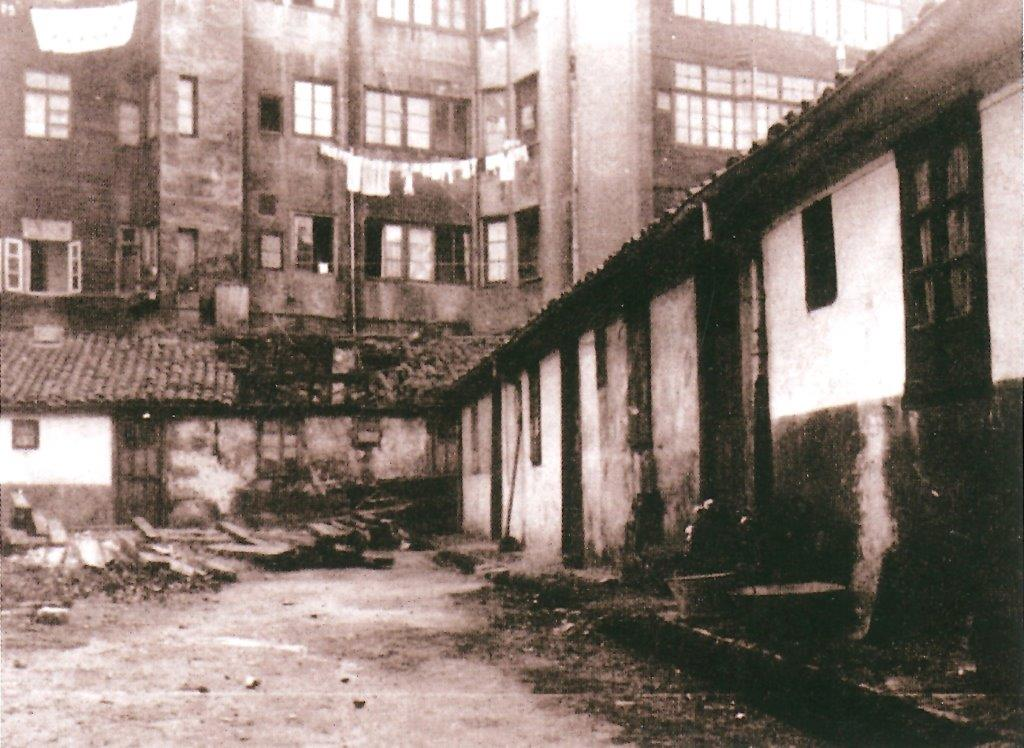
Vista de la Ciudadela de Celestino Solar en los años 70 del.

Las viviendas obreras fueron un tipo de estructuras de habitación muy característico en Gijón, Asturias, desde mediados del siglo XIX hasta bien avanzado el XX, que nacidas al calor de la industrialización se utilizaron para alojar a muchas familias de trabajadores de forma precaria, la mayoría en el extrarradio de la ciudad o cerca de las fábricas, e incluso, en algunas ocasiones, dentro del recinto de las mismas.
Las viviendas obreras, que abundaron en los barrios de La Calzada, El Llano y La Arena, eran de dos clases. Unas eran las llamadas casas de vecindad y otras las ciudadelas.

## Casas de vecindad
Las casas de vecindad estaban habitadas por trabajadores, o por indigentes sin trabajo, por “pobres de solemnidad” que vivían en unas condiciones muy precarias. Eran, en general, siniestras. Por fuera y por dentro: habitaciones oscuras, muchas veces sin ventanas, aire viciado y dimensiones mínimas que en ocasiones aparentaban ser aún más reducidas al tener que dedicar la mínima cocina para dormitorio. Las viviendas carecían de aseo, muchas no tenían agua ni luz y, desde luego, no eran aptas para que vivieran con dignidad seres humanos.
Estas casas obreras fueron objeto de continua crítica por parte de las sociedades higienistas, como la Asociación Popular de Cultura e Higiene de Gijón, que aspiraban a que las viviendas se organizaran de acuerdo con los criterios morales de la época: que los hogares tuviesen privacidad, que nadie desde fuera viese ni oyese lo que pasaba dentro y, por supuesto, que en una casa no habitaran dos o más familias. Y, desde luego, la zonificación de sexos estableciendo una habitación para el matrimonio, otra para las hijas y otra para los hijos.

## Ciudadelas
Las ciudadelas conformaron un tipo de residencia típico de la revolución industrial, no exclusivo solamente de Gijón puesto que abundaron mucho más en las regiones industriales de Inglaterra, existiendo ejemplos de las mismas en otras localidades asturianas de las cuencas mineras, además de casos muy específicos (y muy similares a las ciudadelas gijonesas) como en Canarias, en Cádiz, e incluso en América.

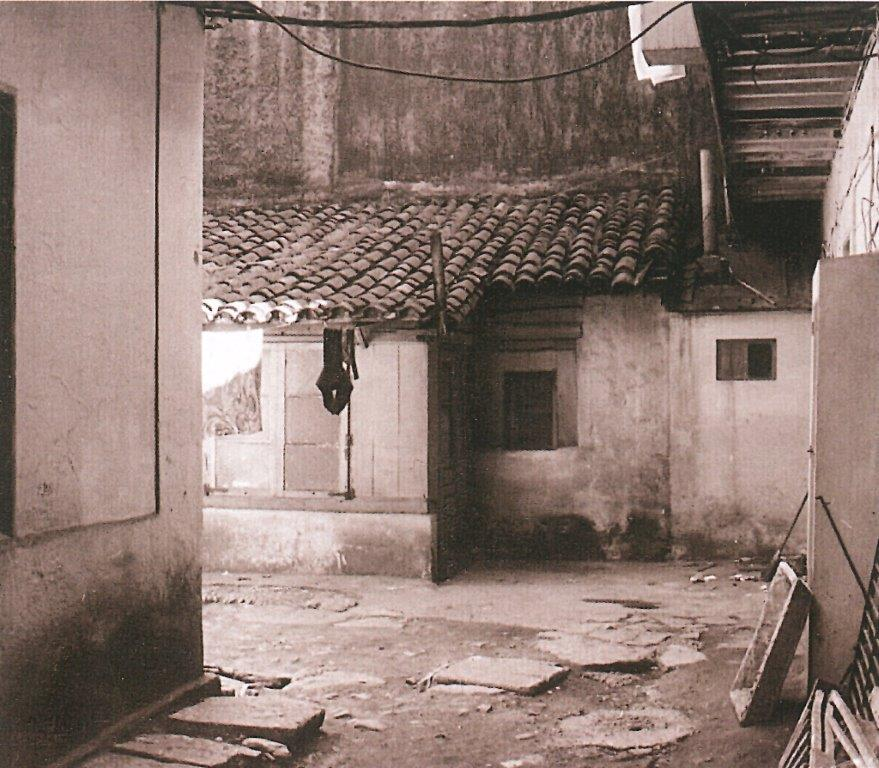
Ciudadela de Garcilaso de la Vega.

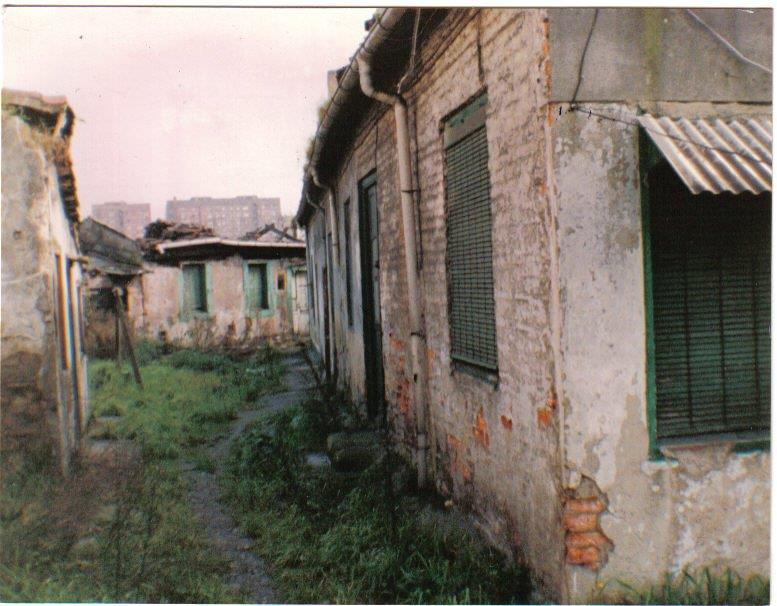
Patio de Tejedor, El Cerillero.

Las ciudadelas gijonesas fueron un modo de vivienda comunal formada básicamente por un patio, al que se accedía por una única puerta que daba a la calle. Alrededor del patio se alineaban hileras de casitas de una planta con un retrete común para todas y, en el mejor de los casos, un lavadero y pozo también comunitarios. Esta sería la ciudadela tipo, la “ciudadela ideal”, pero las hubo de todos los modelos. Algunas con patio bastante ancho, otras verdaderos callejones sin salida; algunas con servicios higiénicos medianamente dignos y otras, simplemente, carentes de ellos.
El arenal de San Lorenzo, el barrio de La Arena, fue donde con diferencia hubo más ciudadelas. Allí aparecieron hacia 1870 las que servirían de modelo a las que después proliferaron en otras zonas de la ciudad. Las había de todo tipo, unas monumentales con verja o puerta de entrada y en aceptables condiciones y otras ya ruinosas desde el principio.
Las condiciones de vida en las ciudadelas fueron deprimentes. Estaban compuestas por casas, casi siempre de planta baja, construidas con materiales de baja calidad, con habitaciones muy pequeñas, por lo general cuatro, algunas de ellas ciegas, sin ventanas, en las que las familias vivían sin separación de edades ni sexos. El número de casas en cada ciudadela varió desde las 24 de la Ciudadela de Celestino Solar hasta otras con sólo un par de viviendas. Algunas de las primeras ciudadelas no tenían ni siquiera un excusado común. Otra característica de las ciudadelas gijonesas era que ninguna de ellas daba directamente a la calle: a algunas de ellas se entraba por un pasadizo o callejón y otras estaban ocultas tras una casa tapón, pero todas estaban ocultas a las miradas desde la calle principal.
Los dueños de las ciudadelas eran generalmente propietarios y comerciantes pertenecientes a la burguesía o a la pequeña burguesía local que cobraban una renta grande a los alquilados si se compara la calidad del alojamiento con los servicios que ofrecía. Pero hay casos de dueños más pobres que incluso habitaban en la propia ciudadela.
El auge de las ciudadelas como modo de hábitat finalizó tras la Primera Guerra Mundial pues a partir de 1920 ya se construyeron muy pocas, incluso empezaron a desmantelarse las que peores condiciones higiénicas presentaban. A partir de 1950 algunas de las ciudadelas se reconvirtieron en talleres o en almacenes y un poco más tarde, en la década de 1960, el proceso de su destrucción se aceleró cuando una parte del barrio de La Arena, frente al arenal de San Lorenzo, pasó a ser de lugar de residencia del más modesto proletariado gijonés a lugar para clases medias y altas, además de los clásicos residentes veraniegos. Primero fueron destruidos los patios y ciudadelas más cercanos a la playa de San Lorenzo pero, en pocos años, el proceso fue avanzando al interior quedando en pie solamente una manzana conocida como el Martillo de Capua en cuyo interior había dos de las ciudadelas más características: la de Celestino Solar, en la calle Capua y la de Juan Jacoby. La primera, hoy museo, data del año 1877 y la de Jacoby de 1875. Esta última parece ser la segunda más antigua de las que se tiene noticia citada como tal ciudadela. La de Evaristo Moré, del año 1871, es la que se suele considerar como la primera ciudadela gijonesa.